# تاكايوكي فونياما
تاكايوكي فونياما (باليابانية: 船山 貴之) (6 مايو 1987 في ناريتا في اليابان – )؛ هو لاعب كرة قدم ياباني سابق كان يلعب كمهاجم.

## وصلات خارجية
- تاكايوكي فونياما على موقع رابطة كرة القدم اليابانية للمحترفين (اليابانية)
- تاكايوكي فونياما على موقع قاعدة بيانات كرة القدم.إي يو (الإنجليزية)
- تاكايوكي فونياما على موقع Soccerway.com (الإنجليزية)
- تاكايوكي فونياما على موقع عالم كرة القدم.نت (الإنجليزية)